# Ачиреале
Ачиреале (итал. Acireale) град је у Италији у регији Сицилија. Према процени из 2010. у граду је живело 53.122 становника.

## Становништво
Према резултатима пописа становништва 2011. у општини је живело 51.456 становника.
| 1931.  | 1936.  | 1951.  | 1961.  | 1971.  | 1981.  | 1991.  | 2001.  | 2011.  |
| ------ | ------ | ------ | ------ | ------ | ------ | ------ | ------ | ------ |
| 34.332 | 36.871 | 39.439 | 43.752 | 47.122 | 48.493 | 46.199 | 50.190 | 51.456 |

## Партнерски градови
- Мар дел Плата
- Вијаређо